# XHPV-FM
XHPV-FM là đài phát thanh trên tần số 103,5 FM tại Papantla, Veracruz. Nó thuộc sở hữu của Radiorama và được gọi là La Más Picuda.

## Lịch sử
XEEU-AM 1170 đã nhận được sự nhượng bộ vào ngày 11 tháng 5 năm 1977. Nó phát sóng dưới dạng một ngày với 250 watt. Vào những năm 1980, nó đã nhận được các cuộc gọi XEPV-AM từ chị gái của nó vào năm 1270 (nay là XHRRR). Vào những năm 1990, XEPV đã chuyển sang 840 và tăng công suất lên 2,5 kW ngày và đêm 125 watt.
Năm 2010, XEPV đã bị xóa để chuyển sang FM dưới dạng XHPV-FM 103.5.